# П'єр Сувестр
П'єр Сувестр (повне ім'я — П'єр Вільгельм Даніель Сувестр; фр. Pierre Wilhem Daniel Souvestre; 1 червня 1874, Пломелен, Франція — 26 лютого 1914) — французький письменник та журналіст, відомий насамперед культовою серією романів про невловимого злодія Фантомаса, які були написані у співавторстві з Марселем Алленом.

## Життєпис
П'єр Сувестр народився в замку Кераваль, що в Пломелені. Після відставки батька родина переїхала до Парижа, на вулицю Моцарта. Після закінчення ліцею, у якому згодом навчатиметься і його майбутній співавтор більшості книг — Марсель Аллен, Сувестр вступає до юридичного факультету. Отримавши диплом у 1894 році, П'єр влаштувався працювати до Паризького суду, але така робота не дуже його влаштовувала. Молодий чоловік не надто обтяжував себе такими необхідними для професії юриста паперовими клопотами. Натомість, він часто відвідувати світські салони і почав робити перші кроки як літератор. Саме в цей період, під псевдонімом П'єра де Брейца, він опублікував збірку казок та новел «Мішанина» (1894), а також збірку поем — «Жартома» (1895). Але ці книги залишилися не поміченими широким колом публіки.
Завдяки батькові (колишньому префекту), П'єр влаштувався на посаду журналіста щотижневика «Дипломатичний світ». Згодом він продовжив працювати на ниві журналістики в агентстві «Авас», потім став співробітником «Кур'є насіональ» та редактором щоденної газети «Преса». У цей же час Сувестр видає такі твори, як «Бабілас Ерве», «Мої безумці», «Напасті мадам Рембо».
У березні 1898 року П'єр Сувестр на деякий час відходить від літературних експериментів та журналістики і виїджає до Англії. У Ліверпулі він відкрив власний автомобільний гараж. У подальшому житті автомобільний досвід ще не раз допоможе письменникові.
У період життя на «туманному Альбіоні» Сувестр знайомиться з Анрієттою Кітцлер, яка до кінця його днів залишатиметься його подругою та коханкою.
Рекламуючи власні автомобілі, Сувестр, як член Французького автомобільного клубу, організовує та проводить автоперегони і публікує статті зі спортивної хроніки в агентстві «Авас-інформасьйон».
На початку 1900 року П'єр Сувестр повертається до Франції. Спочатку він співпрацює з газетою «Авто» Анрі Дегранжа, засновника «Тур де Франс». У 1901 році виходить його «Французько-англійський словник автомобільних технічних термінів». Паралельно з цим Сувестр не припиняє свої літературні експерименти: у період з 1901 по 1904 рр. з-під його пера виходять казки та новели в «Пті журналь» та «Суар».
Сувестр друкував свої твори і в «Щотижневому журналі», і в «Дебатах», і в «Ілюстрованому житті». А в журналі «Кронік де Франс» П'єр публікується під псевдонімом «Кераваль».
У 1903 році виходить збірка його новел «Спортивні силуети».

Марсель Аллен

Водночас невгамовний репортер бере участь у різноманітних змаганнях та автотурах, випробуваннях спортивних автомобілів. Як член Французького комітету по зарубіжним експозиціям, він проводить та організовує автовиставки в Турині, Брюсселі, Буенос-Айресі і постійно відвідує світські та літературні салони.

### П'єр Сувестр та Марсель Аллен
У 1907 році Марієтта Лемуан, дружина приятеля Сувестра, познайомила молодого журналіста на ім'я Марсель Аллен з тоді вже відомим літератором. У той час письменник підшукував для себе здібного секретаря, який допомагав би йому вести справи.
26 липня того ж року Аллен був зарахований Сувестром до штату журналу «Важка вантажівка». Однак, окрім офіційних обов'язків юнак ще й виконував роль «літературного раба» для свого шефа і саме йому належала більшість публікацій, які з'являлися на сторінках періодичних видань за підписом Сувестра.
Сам П'єр Сувестр був зайнятий укладенням вигідних контрактів та брав участь в усіляких громадських зібраннях. Щоправда, гумористичний роман «Жожо — перший повелитель повітря» письменник написав повністю сам, не користуючись допомогою «негрів».
З 1909 року Сувестр дозволив вийти Аллену з «підпілля»: юнак отримав право ставити свій підпис поряд з ім'ям свого покровителя. Уперше це сталося при публікації пригодницького детективного роману «Рур» у журналі «Авто».
А 11 січня 1909 року офіційно народився новий письменницький тандем — П'єр Сувестр і Марсель Аллен.

### Детективи: від «Рура» до Фантомаса
Спочатку роман «Рур» був замовлений Сувестру лише для того, щоб якось заповнити пусте місце в колонках «Авто». Також цей твір повинен був прорекламувати автомобілі та шини виробництва Дюкасбль.
Саме в «Рурі» автори вперше застосували всі ті літературні прийоми, які пізніше дозволять їм створити всесвітньо відому серію про Фантомаса: чорний гумор, поєднання реалізму та цілковитого абсурду, жорстокості та фантазії. Аби уникнути правосуддя, головний злочинець твору використовує останнє слово техніки — від аероплана та автомобіля до всіляких акумуляторів. Читачам це сподобалося і серія романів була продовжена.
Головний опонент злочинця — слідчий Жермен Фузільє. Він діє спільно з Ів д'Арзан-Трегофф. Цікавим є те, що Фузільє потім перекочує і у твори про Фантомаса, але там він буде грати вже другорядну роль. Та й сама пара слідчих з «Руру» стає прообразом Жюва та Фандора.
Популярність журналу досягає таких вершин, що в іншому журналі «Вело» починають друкувати пародію на «Рур», яка мала назву «Фур». Пародія стає чи не популярнішою за оригінальні твори. Редактор «Авто» навіть сварив за це Сувестра і Аллена — мовляв, останнім не зашкодило б повчитися майстерності у автора «Фуру». Звідки ж він міг знати, що заповзятливі письменники насправді і є тим «автором»?! А склалося так, що директор газети «Вело» попрохав Аллена та Сувестра опублікувати саме у його виданні їхній наступній роман. Але партнери не могли поставити під сумнів свою роботу в «Авто» Дегранжа і тому вони запропонували публікувати два рази на тиждень анонімну пародію на «Рур».
У 1910 році виходять два детективні романи письменників-журналістів, які їм замовив Анрі Дегранж, що був задоволений збільшеним тиражем його журналу. Саме в цих творах вперше з'являються інспектор Жюв та його молодий помічник — журналіст Фандор. Роман «Відбиток» згодом став основою третьої частини про Фантомаса — «Мрець-убивця». Інший твір, «Руаяльда», був цікавий тим, що по суті являв собою такий собі «фото-роман». Завдяки Ахіллу Лемуану, дружина якого і познайомила Аллена і Сувестра, та Вераскопу Рішару, замість звичайних ілюстрацій текст супроводжували фотографії. У цих сценах узяли участь усі знайомі та друзі Сувестра. Наприклад, Марієтта Лемуан зображувала консьєржку, Анрієтта Кітцлер — головну героїню Руаяльду. А самі автори зіграли авторів п'єс, у яких постійно зривалися спектаклі через злочини.
Невдовзі Фаяр укладає із Сувестром вигідний контракт на серію романів, настільки вигідний для письменника, що в документі навіть не уточнювалися назви майбутніх книг. Аллен та Сувестр досить швидко розробляють композицію та сюжет перших трьох романів. Єдине, чого у них не було — це відсутність імені головного злодія.

### Феномен «Генія зла»
Після того як вони зробили необхідні замальовки сюжету до перших книг, автори мусили також назвати й ім'я майбутнього антагоніста Жива та Фандора. Але раптом під час поїздки у метро у Марселя Аллена майнула думка — назвати літературного негідника Фантомусом. Сувестр схвалив цю ідею і швидко занотовує її до свого кишенькового записника. Але раптом поїзд здригнувся і рука П'єра струснулася. На сторінці блокноту замість Фантомуса стояло ім'я «Фантомас».
Коли Фаяр запитав у прибулих авторів, чи вигадали вони ім'я свого героя, Сувестр лише показав свої нотатки у записнику. Видавець відреагував миттєво — таке ім'я було просто геніальним!
У лютому 1911 року після виходу першої книги (яку так і назвали ім'ям головного антагоніста серії — «Фантомас») її успіх був неперевершеним. Публіка почала очікувати продовження пригод невловимого «Короля зла».
Кожного місяця друкували продовження роману. Спочатку було укладено угоду на 5 частин; потім Сувестр пообіцяв Фаяру, завдячуючи неймовірному успіху серії, 24 романи. Але вже до вересня 1913 року кількість романів про Фантомаса досягла 32 (!).
Слід окремо сказати про те, що робота авторів над кожною новою книгою (у 400 сторінок) займала не більше трьох тижнів: кілька днів письменники детально обговорювали сюжет майбутньої книги та її розділи, потім вони розподіляли між собою роботу. Протягом тижня, окремо один від одного, вони диктували розділи на звуконосії. Потім ці записи друкарки переносили на папір. Ще кілька днів йшло на виправлення явних сюжетних помилок і ознайомлення одного автора з текстом іншого. Після цього роман виходив у світ і читач міг спокійно насолоджуватися книгою за 65 сантимів.
В основу кожної частини був покладений принцип переслідування злочинця: Фантомас тікає, Жюв та Фандор намагаються його схопити та покарати за вчинені ним вбивства, афери та інші злочини.
Кожна нова книга із серії про «Генія Зла» ставала, як влучно написав Франсіс Лакассен, «гімном прогресу». Сувестр і Аллен збирали газетні статті про найновіші технічні досягнення людства і про таємничі події, які не мали розгадки. Потім весь цей матеріал вони використовували у своїх книгах.
Автори часто надавали літературним персонажам риси характерів своїх знайомих і завдяки цьому ті були реалістичними та цікавими для читача. Так, наприклад, Анрієтта Кітцлер стала прототипом леді Белтхем; Елен Гарн, пасербиця Фантомаса, була прототипом подруги Аллена — Люсьєни. Сам Аллен був прототипом Жерома Фандора, а П'єр Сувестр — інспектора Жива. Останнього Сувестр навіть поселив за своєю власною адресою — на вулиці Моцарта.

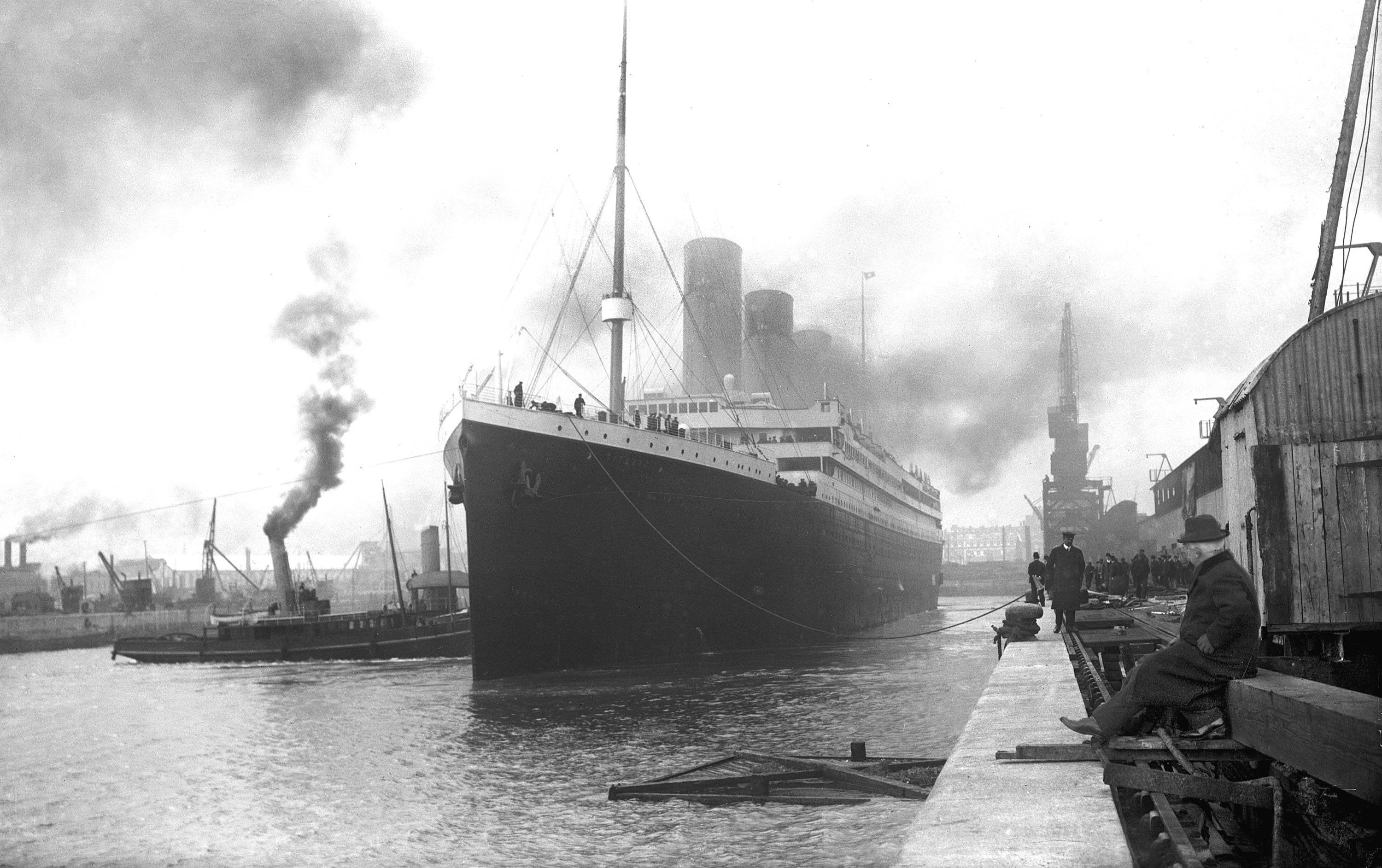
«Титанік», з якого автори списали «Гігантика» у своєму заключному романі про Фантомаса

Загальний наклад 32-х романів про Фантомаса склав декілька мільйонів екземплярів у Франції та всьому світі (зокрема, і в Росії) і тільки ледь не перевищив наклад Біблії.
Ще до завершення епопеї про Фантомаса Фаяр спільно з авторами починає друкувати серію про французького розвідника, яка мала назву «Наз-ан-лер» і складалася з 15 романів. Потім таким же чином розпочинається серія «Тіті-гвардієць». І все це, не враховуючи багатьох інших романів, що не мали продовження.
Звичайно, що така надзвичайна «продуктивність» романів не могла бути за сприянням лише цих авторів. Наприклад, п'єси «Наз-ан-лер» та «Жиголо» були повністю написані Еммануелем Кло. Едмон Мері-Пікар брав участь у створенні «Дартули». Також, у листуванні Сувестра з Алленом згадується «літературний негр» Арманвіль, про якого дослідникам творчості письменників дізнатися нічого не вдалося.
Після того як у 32-му томі роману Фантомас потонув під час загибелі судна «Гігантик» (натяк на «Титанік»), французький режисер Луї Фейяд зняв п'ять фільмів про «Генія зла» (1913—1914). Кінокартини були настільки популярними, що їх переможний кінопрокат у Європі, у США та в Росії зупинила лише Перша світова війна, яка назавжди поставила крапку в існуванні «старого світу».
Однак Фантомас зміг пережити цю епоху: вже після смерті Сувестра Марсель Аллен продовжив серію про невловимого злочинця, написавши у період з 1926 по 1963 рр. ще 12 книг.

### Fin
26 лютого 1914 року П'єр Сувестр помер від «іспанки».
Він мав багато літературних планів. У видавництві Фаяра він хотів опублікувати історичний роман «Лицар Панаш», а також «Револьтозо». Уже після війни «Лицар Панаш» вийшов у видавництві Таландьє, однак автором у ньому значився Марсель Аллен. За однією з версій, це сталося через тяганину щодо оформлення спадщини Сувестра. Також Аллен переробив та видав «Револьтозо».

## Твори

### Фантомас (спільно з М.Алленом)
1. Фантомас фр. Fantômas (1911)
2. Жюв проти Фантомаса фр. Juve contre Fantômas (1911)
3. Мрець-вбивця (Помста Фантомаса) фр. Le Mort qui Tue (1911)
4. Секретний агент (Хитрість Фантомаса) фр. L'Agent Secret (1911)
5. Король — в'язень Фантомаса фр. Un Roi Prisonnier de Fantômas (1911)
6. Поліцейський-апаш фр. Le Policier Apache (1911)
7. Лондонська шибениця (Шибеник Лондона, В руках Фантомаса) фр. Le Pendu de Londres (1911)
8. Дочка Фантомаса (Дочка злочинця) фр. La Fille de Fantômas (1911)
9. Нічний візник фр. Le Fiacre de Nuit (1911)
10. Відрізана рука фр. La Main Coupée (1911)
11. Арешт Фантомаса фр. L'Arrestation de Fantômas (1912)
12. Службовець-грабіжник (Фантомас-суддя) фр. Le Magistrat Cambrioleur (1912)
13. Злочинна ліврея фр. La Livrée du Crime (1912)
14. Смерть Жюва фр. La Mort de Juve (1912)
15. Втеча із Сен-Лазар фр. L'Evadée de Saint-Lazare (1912)
16. Зникнення Фандора фр. La Disparition de Fandor (1912)
17. Весілля Фантомаса фр. Le Mariage de Fantômas (1912)
18. Вбивство леді Бельтам фр. L'Assassin de Lady Beltham (1912)
19. Червона оса фр. La Guêpe Rouge (1912)
20. Черевики мерця фр. Les Souliers du Mort (1912)
21. Загублений поїзд фр. Le Train Perdu (1912)
22. Любовні пригоди князя фр. Les Amours d'un Prince (1912)
23. Трагічний букет (Трагічний кінець, Фантомас і фатальний букет) фр. Le Bouquet Tragique (1912)
24. Жокей в масці фр. Le Jockey Masqué (1913)
25. Порожня труна фр. Le Cercueil Vide (1913)
26. Творець королев (Фантомас проти кохання) фр. Le Faiseur de Reines (1913)
27. Велетенський кадавр (Привид Фантомаса) фр. Le Cadavre Géant (1913)
28. Золотий злодій (Бранці Фантомаса) фр. Le Voleur d'Or (1913)
29. Кривава серія (Втеча Фантомаса) фр. La Série Rouge (1913)
30. Злочинний готель (Фантомас під судом!) фр. L'Hôtel du Crime (1913)
31. Краватка з конопель (Слуга Фантомаса) фр. La Cravate de Chanvre (1913)
32. Кінець Фантомаса? фр. La Fin de Fantômas (1913)

### Інше[6]
- «Мішанина» (1894)
- «Жартома» (1895)
- «Спортивні силуети» (1903)
- «Жожо — перший повелитель повітря» (1908?)
- «Рур» (1909; у співавторстві з М. Алленом)
- «Земля тремтить» (1909; у співавторстві з М. Алленом)
- «Відбиток» (1910; у співавторстві з М. Алленом)
- «Руаяльда» (1910; у співавторстві з М. Алленом)